# Johnny Claes
Johnny Claes (Londres, 11 de agosto de 1916 – Bruxelas, 3 de fevereiro de 1956) foi um piloto de Fórmula 1 anglo-belga. Disputou o primeiro Grande Prêmio da história da categoria, mas nunca pontuou na F-1, tendo como melhor colocação de chegada dois sétimos lugares, em Indianápolis e na Bélgica. Claes morreu em 1956, aos 39 anos de idade, vitimado pela tuberculose.